# Empfangsverbot
Ein Empfangsverbot ist das Verbot des Empfanges einer elektromagnetischen Ausstrahlung, also eines Funkverkehrs, einer Radio- oder Fernsehsendung oder einer Datenausstrahlung.
In der Geschichte des Funks gab und gibt es immer wieder Empfangsverbote. Sie werden meist von staatlichen Stellen erlassen und sollen verhindern, dass Informationen an Personen gelangen, für die sie nicht vorgesehen sind. In den meisten Fällen wurden jedoch Empfangsverbote aus politischen Gründen erlassen.

## Deutsches Reich
Am 1. September 1922 startete in Deutschland der „Wirtschaftsrundspruchdienst“ über den Langwellensender Königs Wusterhausen als erster regelmäßiger Rundfunkdienst im Deutschen Reich. Für die Aussendungen erließ die Regierung ein allgemeines Empfangsverbot. Hören durfte die gebührenpflichtige Sendung im Deutschen Reich nur, wer ein posteigenes, plombiertes Mietgerät der Reichspost besaß. Das allgemeine Empfangsverbot für Privatpersonen wurde 1923 aufgehoben.

## Nationalsozialismus
Nach der Machtübertragung der Nationalsozialisten verboten diese den Empfang von Radio Moskau. Mit Kriegsbeginn 1939 wurden vom NS-Regime zahlreiche neue Gesetze und Verbote erlassen, u. a. die „Verordnung über außerordentliche Rundfunkmaßnahmen“ vom 1. September 1939. Sie belegte das Hören ausländischer Rundfunksender mit hohen Strafen. Hörer satirischer Beiträge oder Musiksendungen, in denen Jazz und Swing gespielt wurden, wurden von der Gestapo verwarnt. Sie mussten auch mit dem Einzug des Rundfunkgerätes oder gar einer Gefängnisstrafe rechnen. Verbreitung von abgehörten Nachrichten der Feindsender konnte mit Zuchthaus oder sogar mit dem Tode bestraft werden. Der Wehrkraftzersetzungs-Paragraph wurde im Laufe des Krieges immer weiter ausgelegt.

## Deutsche Demokratische Republik
Entgegen verbreiteter Meinung bestand in der DDR kein juristisch-explizites West-Empfangsverbot, FDJ-gesteuerte Versuche des „Antennendrehens“ 1961 scheiterten kläglich, und 1973 erklärte Erich Honecker: „Rundfunk und Fernsehen der Bundesrepublik kann bei uns ja jeder nach Belieben ein- und ausschalten“.